# Keiji Yamagishi
Keiji Yamagishi (山岸 継司, Yamagishi Keiji) est un compositeur japonais de musique de jeux vidéo. Il est connu pour son travail sur les jeux NES publiés par Tecmo à la fin des années 1980 et au début des années 1990, tels que Ninja Gaiden. Yamagishi est considéré comme un pionnier de la musique chiptune, ayant composé les bandes originales de nombreux jeux sur consoles 8 bits.

## Carrière
Les premières expériences musicales de Yamagishi viennent d'un groupe qu'il a rejoint au lycée. Quand il a postulé pour entrer chez Tecmo en 1987, il n'avait pas l'intention de devenir compositeur professionnel. Quand son expérience musicale a été abordée pendant l'entretien d'embauche, il a accepté le rôle. En plus de la composition, il a travaillé sur la programmation sonore et les bruitages, passant ses six premiers mois en poste à apprendre l'aspect programmation. 
Le premier titre de Yamagishi avec Tecmo a été Tsuppari Ozumo, puis il a travaillé l'année suivante sur Ninja Gaiden, un titre acclamé par la critique. Il a composé pour de nombreux titres NES au cours de son contrat chez Tecmo, jusqu'au début des années 90 avec la sortie de la Super Nintendo. Pour Yamagishi, sa meilleure bande originale sur NES est Radia Senki: Reimeihen (1991). 
Yamagisihi a arrêté de travailler sur les jeux vidéo alors que leur musique commençait à s'éloigner du style chiptune, déclarant qu'il pensait que sa musique n'était "plus nécessaire". Le dernier jeu sur lequel il travaille alors est Onimusha Tactics, sorti sur Game Boy Advance en 2003. Il commence alors à travailler sur des sonneries pour téléphone. 
En 2013, Yamagishi rejoint la maison de disques Brave Wave Productions, spécialisée dans la musique chiptune. Brave Wave soutient la sortie de son premier album solo Retro-Active Pt. 1, avec la collaboration de nombreux autres artistes du label tels que Stemage et Manami Matsumae. En 2014, il revient à la composition de bandes originales de jeux vidéo, travaillant sur plusieurs titres rétro et indépendants comme Exile's End. 

## Style et influences
Yamagishi décrit sa musique comme ayant un "style japonais comique" et cite plusieurs influences telles que Prince et The Beach Boys. 

## Œuvre

### Bandes originales de jeux vidéo
- Tsuppari Ozumo (1987)
- Tecmo Bowl (1987)
- Ninja Gaiden (1988) [5]
- Bad News Baseball (1989)
- Captain Tsubasa Vol. II: Super Striker (1990)
- Radia Senki: Reimeihen (1991)
- Tecmo Super Bowl (1991) [6]
- Tecmo Cup Soccer Game (1992) [réf. nécessaire]
- Onimusha Tactics (2003) [7]
- Adventure Time: Le secret du royaume sans nom (2014) [8]
- Exile's End (2015)
- The Messenger (2018) [9]
- Streets of Rage 4 (2020, avec beaucoup d'autres) [10]

### Discographie solo
- In Flux (2014, avec beaucoup d'autres) [11]
- Retro-Active Pt. 1 (2015) [12]
- Retro-Active Pt. 2 (2016) [13]
- The Retro-Active Experience (2019) [14]

### Apparitions comme invité
- Brave Wave Productions - World 1–2 (2017) [15]